# Acroporium caespitosum
Acroporium caespitosum là một loài Rêu trong họ Sematophyllaceae. Loài này được (Hedw.) W.R. Buck mô tả khoa học đầu tiên năm 1983.